# Doomdozer

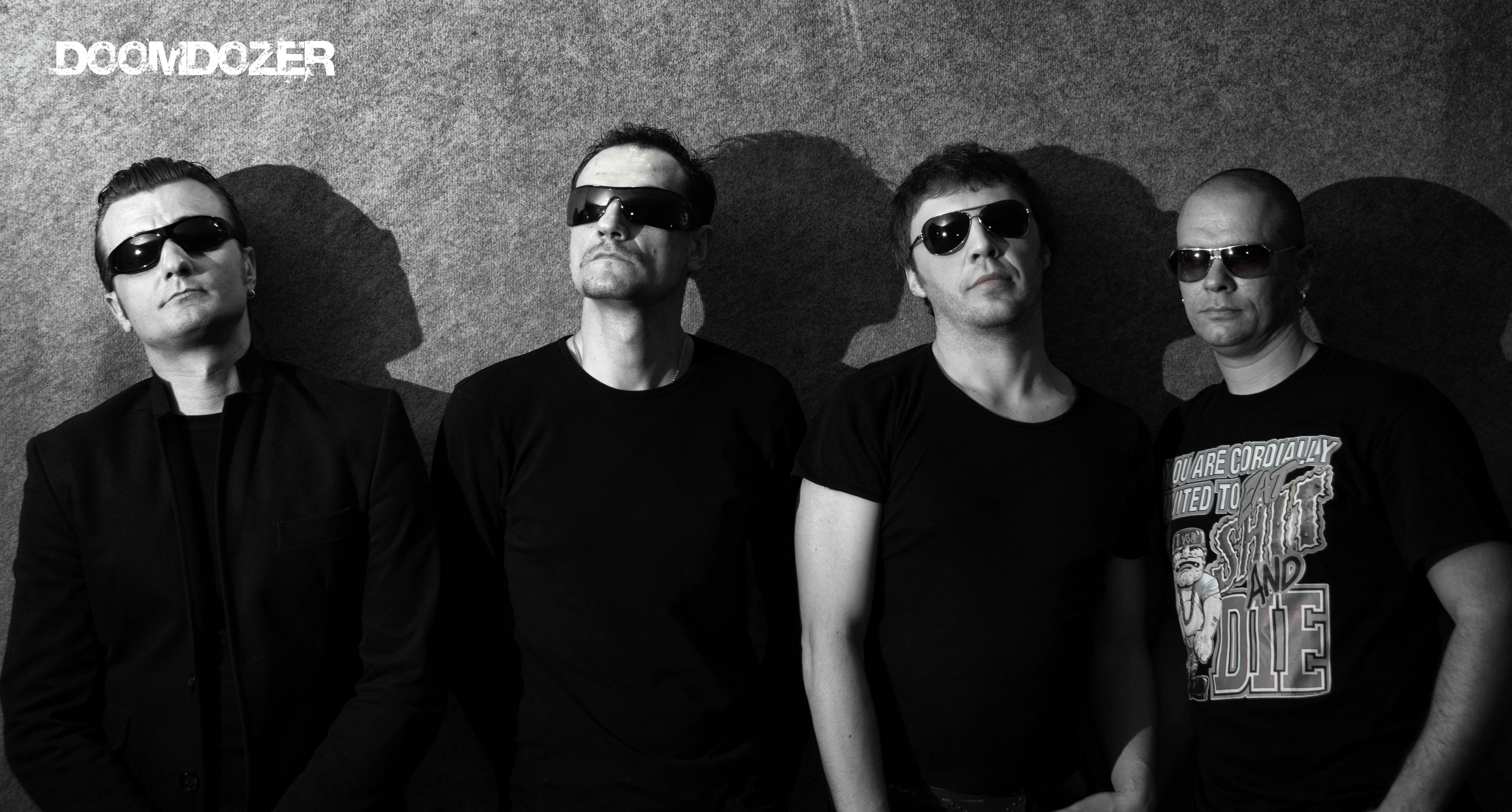
Doomdozer

Doomdozer — український індастріал гурт.
Назва гурту складається зі словосполучення англ. doom — загибель і dozer — дозатор (Дозатор загибелі).
Колектив створено в 2004 році музикантом та композитором Владиславом Коробовим (Vladislav Korobov). Гурт зібрався на уламках треш-колективу Grand Greemuar. Дебютний альбом Decomposition виходить в травні 2005 року на лейблі Moon Records, і буквально з перших тижнів продажів привертає до себе увагу фанатів метал-музики. Альбом з успіхом поширюється у країнах Балтії, СНД і Східній Європі.
Протягом двох років Doomdozer створює свій власний лейбл XLM Music і записує другий альбом Soul Solution. Небажання працювати на великі корпорації (ситуація обумовлена непростим становищем розвитку метал-музики в Україні, а також напівтіньовим ринком аудіопродукції), гурт займається релізом нового альбому самостійно.
У 2012 р. виходить третій альбом під назвою Internal Impact. В альбом входить 9 треків, серед яких кавер-версія пісні Nine Inch Nails «Hurt». Трек «R.T.S.D.S.» був написаний на вірші Тараса Шевченка, зокрема в приспіві використані рядки з вірша «Реве та стогне Дніпр широкий». Альбом отримав високу оцінку у шанувальників стилю пост-дум. На сьогодні всі цифрові копії альбомів безкоштовно поширюються в інтернеті.
Гурт щільно не займається концертними виступами, і в основному відомий завдяки своїй студійної діяльності. Doomdozer в студії — це переважно «one man band», всі пісні створює і записує Влад Коробов.

## Дискографія
Альбоми
- 2005 — Decomposition
- 2009 — Soul Solution
- 2012 — Internal Impact
- 2016 — Nucleation Reversed